# První list Janův

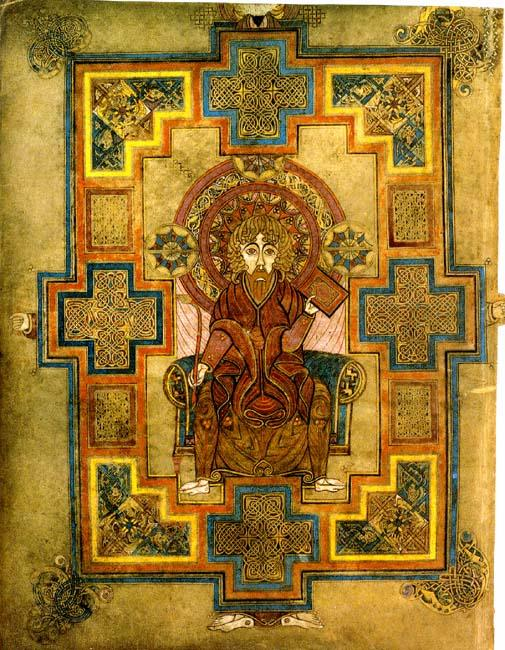
Sv. Jan. Book of Kells, 8. stol.

První list Janův (zkratka 1J) je jeden z tzv. obecných či katolických listů (epištol) Nového zákona, tradičně připisovaný apoštolu Janovi. Byl napsán řecky nejspíše stejným autorem jako Druhý a Třetí list Janův, a to někdy mezi léty 80 a 130.
Janovo jméno se v textu sice nikde nevyskytuje, styl a obsah však v mnohém připomíná čtvrté Evangelium podle Jana, takže tradice i někteří současní autoři je pokládají za dílo jednoho člověka. Podle většiny odborníků to však patrně nebyl apoštol Jan, nýbrž "starší (presbyter, kněz) Jan", jehož jako autora jmenuje biskup Papias († kolem 140). List je dobře doložen a citují jej už kolem roku 200 Klement Alexandrijský, Ireneus a Zlomek Muratoriho jako kánonický.
Velké spory se odehrály okolo tzv. Comma Joanneum, původně asi okrajové poznámky (glosy), kterou v 9. století některé latinské rukopisy vložily do textu verše 5,8 a odtud přešla i do novověkých překladů. Původní text „Tři jsou, kteří vydávají svědectví – Duch, voda a krev – a ti tři jsou zajedno“ byl rozšířen na „Nebo tři jsou, kteříž svědectví vydávají na nebi: Otec, Slovo a Duch Svatý, a ti tři jedno jsou. A tři jsou, kteříž svědectví vydávají na zemi: Duch a voda a krev, a ti tři jedno jsou“ (Bible kralická). Jakožto výslovný doklad víry v Boží Trojici hrála tato vsuvka roli i v teologických debatách 16. století.

## Citáty
| „           | Kdo říká, že je v světle, a přitom nenávidí svého bratra, je dosud ve tmě. Kdo miluje svého bratra, zůstává ve světle a není nikomu kamenem úrazu. Kdo nenávidí svého bratra, je ve tmě a ve tmě chodí; neví, kam jde, neboť tma mu oslepila oči. | “ |
| — 1J 1,9-11 | |   |

| „          | Má─li někdo dostatek a vidí, že jeho bratr má nouzi, a bez soucitu se od něho odvrátí - jak v něm může zůstávat Boží láska? Dítky, nemilujme pouhým slovem, ale opravdovým činem. | “ |
| — 1J 3,17n | |   |

| „         | Řekne─li někdo: "Já miluji Boha", a přitom nenávidí svého bratra, je lhář. Kdo nemiluje svého bratra, kterého vidí, nemůže milovat Boha, kterého nevidí. | “ |
| — 1J 4,20 | |   |

### Na internetu
- Ekumenický překlad, ke stažení jako .txt nebo .doc
- Vyhledávání v Bibli česky i v dalších jazycích
- Vyhledávač a konkordance k Českému studijnímu překladu Archivováno 16. 2. 2008 na Wayback Machine.
- (anglicky)
- Anglický a řecký text, hledání, odkazy a konkordance
- Heslo Jude v Catholic Encyclopedia
- Portál Jude v Early Christian Writings
- řecky
- Řecký text